# Hennadij Awdjejenko
Hennadij Awdjejenko (ukrainisch Геннадій Авдєєнко, engl. Transkription Hennadiy Avdyeyenko, auch russisch Геннадий Авдеенко – Gennadi Awdejenko – Gennadiy Avdeyenko; * 4. November 1963 in Odessa) ist ein ehemaliger ukrainischer Hochspringer, der für die Sowjetunion startend Olympiasieger wurde.
Er begann seine sportliche Karriere 1980, als er mit seinen 16 Jahren im Dreisprung bereits eine Weite von 15,57 m erreichte. Danach konzentrierte er sich auf den Hochsprung und sprang 1982 bereits 2,22 m. Zu internationaler Bekanntheit kam er 1983 trotzdem eher zufällig. Das sowjetische Team suchte für die Weltmeisterschaften in Helsinki noch einen Hochspringer, und obwohl er bei der Spartakiade nur den sechsten Platz belegte, nahm ihn der Trainer Igor Ter-Ovanesyan, früher selbst Weltrekordhalter im Weitsprung und Olympiamedaillengewinner, in das Nationalteam auf. In Helsinki angekommen musste der 19-jährige Awdjejenko, dessen eigene Bestleistung mittlerweile bei 2,28 m lag, zuerst 12 Springer mit 2,32 m oder mehr Höhe an sich vorbeiziehen lassen. Er ließ sich die Latte zuerst auf 2,29 m legen und direkt danach auf 2,32 m, was er auch gleich im ersten Versuch sauber sprang, und am Ende gewann er doch noch die Goldmedaille.
Durch den Boykott der Olympischen Spiele 1984 in Los Angeles durch die Ostblockstaaten fehlte ihm der internationale Vergleich, aber er hätte an den Spielen gerne teilgenommen, da seine persönliche Bestleistung mittlerweile bei 2,38 m lag. 1987 bei den Weltmeisterschaften in Rom konnte er nur die 2,35 m überspringen und musste sich mit Platz 2 zufriedengeben.
Den sportlichen Höhepunkt seiner Karriere setzte er dann bei den Olympischen Spielen 1988 in Seoul, wo er mit 2,38 m die Goldmedaille im Hochsprung gewann, vor dem US-Amerikaner Hollis Conway (Silber). Die Bronzemedaille wurde in dieser Disziplin zweimal vergeben, an den ebenfalls für die Sowjetunion startenden Rudolf Powarnizyn und den Schweden Patrik Sjöberg.